# 大久保陣
大久 保陣（おおくぼ じん、1988年10月8日 - ）は、大阪府和泉市出身の元自転車競技プロ（ロードレース）選手。

## 経歴
鹿児島実業高校を経て、法政大学に進学。
2009年
ツール・ド・北海道(UCI2.2)出走、第4ステージでは集団スプリントに参加。U23トップの17位となるが、翌日の第5ステージでDNF。
2011年
- パールイズミ・スミタ・ラバネロに加入

2012年
- ツール・ド・北海道第1ステージ4位
- ぎふ清流国体自転車競技 成年男子ロード8位

2013年
- TeamUKYOに加入。

2014年
- 宇都宮ブリッツェンに移籍。
- Jプロツアー 白浜クリテリウム 優勝

2015年
- ツアー・オブ・ジャパン(UCI2.1)第7ステージ(東京)6位
- ツール・ド・熊野(UCI2.2)プロローグ(新宮)2位。
- Jプロツアー 白浜クリテリウム 優勝

2016年
- ツール・ド・熊野(UCI2.2)プロローグ(新宮)2位、第3ステージ優勝。

2017年
- ブリヂストンアンカーに移籍。
- ツアー・オブ・ジャパン(UCI2.1)第8ステージ(東京)で3位

2018年
- ツアー・オブ・ジャパン(UCI2.1)第4ステージ(美濃)で4位

2019年
- キナンサイクリングチームへ移籍。

2020年
- 宇都宮ブリッツェンへ移籍。
- 8月にチーム記者会見を実施、2020年シーズン限りで引退することを発表。[2]

## エピソード
184Cmという日本人離れした大柄な身長を活かしての爆発的なスプリントを得意としており、悪天候を苦手としない。

宇都宮ブリッツェンに所属していた2016年シーズン、雨天のクリテリウムで2勝している。
父親は長年シマノレーシングのメカニックをしている(元ロード選手)の大久保修一氏。
2021年2月、宇都宮市内に「BAR JIN」をオープンした。